# Anton Stepanovich Arensky
Anton Stepanovich Arensky (1861-1906) (tiếng Nga: Антон Степанович Аренский) là nhà soạn nhạc, nghệ sĩ piano và là giáo sư âm nhạc người Nga.

## Cuộc đời và sự nghiệp
Ông sinh ở Novgorod, Nga. Ông học nhạc từ rất sớm và đã sáng tác một số bài hát khi lên 9 tuổi. Năm 1879, ông học tại nhạc viện Saint Petersburg.
Anton Arensky học âm nhạc ở Nikolay Rimsky-Korsakov tại thành phố Sankt Petersburg sau đó ông trở thành giáo sư về hòa thanh và phức điệu tại Nhạc viện Moskva.
Năm 1895 ông trở về Saint Petersburg và hoạt động như một nghệ sĩ dương cầm, nhạc trưởng và sàng tác. Ông qua đời vì bệnh lao ở tuổi 44.

## Các tác phẩm
Các tác phẩm nổi tiếng hơn cả của Anton Arensky gồm có:
- Concerto cho piano
- Concerto cho violin giọng La thứ
- Trio dành cho piano viết ở cung Rê thứ (tưởng nhớ nghệ sĩ đàn cello Karl Davydov
- Những biến tấu dựa trên chủ đề của Tchaikovsky dàn cho đàn dây.

Ngoài ra còn có 2 string quartet, 1 string quintet cho piano.

## Danh sách tác phẩm

### Opera
- Сон на Волге (Son na Volge / Dream on the Volga), Op. 16 (1888), libretto by Anton Arensky after Alexander Ostrovsky's play Voyevoda, premiere: ngày 2 tháng 1 năm 1891 [OS ngày 21 tháng 12 năm 1890], Moskva, Bolshoy Theatre
- Рафаэль (Rafael / Raphael), Op. 37 (1894), libretto by A. Kryukov, premiere: May 6 [OS April 24], 1894, Moskva, Conservatory
- Наль и Дамаянти (Nal' i Damayanti / Nal and Damayanti), Op. 47 (1903), after Ấn Độn epos "Mahabharata", libretto by Modest Ilyich Tchaikovsky after the novel by Vasily Zhukovsky, premiere: January 22, [OS January 9], 1904, Moskva, Bolshoy Theatre)

### Ballet
- Nuits égyptiennes (tiếng Nga: «Египетские ночи») or Une Nuit d'Egypte (1900). Divertissement-Ballet in one act. Originally composed for the Imperial Ballet, St. Petersburg. Choreography by Lev Ivanov. Production was never given due to the death of the choreographer before completion. 
  - revival by Mikhail Fokine for the Imperial Ballet. Imperial Mariinsky Theatre, 8 March [lịch cũ 24 February] năm 1908.
  - revival by Mikhail Fokine as Cléopâtre for the Ballets Russes. Théâtre du Châtelet, Paris, ngày 2 tháng 6 năm 1909. Additional music by Alexander Glazunov, Mikhail Glinka, Modest Mussorgsky, Nikolai Rimsky-Korsakov, Sergei Taneyev, and Nikolai Tcherepnin.

### Orchestral
- Concerto for Piano and Orchestra in F minor, Op. 2 (1881)
- Symphony No. 1 in B minor, Op. 4 (1883)
- Intermezzo in G minor, Op. 13 (1882)
- Symphony No. 2 in A major, Op. 22 (1889)
- Variations on a Theme of Tchaikovsky, Op. 35a, for string orchestra (1894)
- Fantasia on Themes of Ryabinin, Op. 48, for piano and orchestra (1899), also known as Fantasia on Russian Folksongs
- Concerto for Violin and Orchestra in A minor, Op. 54 (1891)
- Pamyati Suvorova (To the Memory of Suvorov, 1900)

### Chamber
- String Quartet No. 1 in G major, Op. 11
- Serenade, Op. 30, No. 2, for violin and piano
- Piano Trio No. 1 in D minor, Op. 32 (1894)
- String Quartet No. 2 in A minor, Op. 35 (1894), for violin, viola and two cellos
- Piano Quintet in D major, Op. 51
- Two Pieces, Op. 12, for cello and piano
- Four Pieces, Op. 56, for cello and piano
- Piano Trio No. 2 in F minor, Op. 73 (1905)

### Piano
(for solo piano unless otherwise specified)
- Suite for Two Pianos No. 1 in F major, Op. 15 (1888)
- Suite for Two Pianos No. 2, Op. 23, "Silhouettes" (1892), also orchestral version
- Impromptu No. 1, Op. 25
- Suite for Two Pianos No. 3 in C major, Op. 33, "Variations" (pub. 1894), also orchestral version
- 24 Morceaux caractéristiques, Op. 36 (covering all 24 major and minor keys)
- Four Etudes, Op. 41
- Suite for Two Pianos No. 4, Op. 62 (1903)
- Twelve Preludes, Op. 63
- Twelve Pieces for Two Pianos, Op. 66
- Twelve Etudes, Op. 74

### Choral
- Cantata for the Tenth Anniversary of the Sacred Coronation of Their Imperial Highnesses, Op. 25 (1893)
- The Fountain of Bakhchisarai, Op. 46, cantata
- The Diver, Op. 61, cantata

### Solo vocal
- Three Vocal Quartets, Op. 57, with cello accompaniment

### Arrangements of Arensky's music
- Tempo di Valse from the Concerto for Violin and Orchestra in A minor, Op.54, arranged for violin and piano by Jascha Heifetz performed in this video by violinist Nate Robinson trên YouTube